# Die Verwirrungen des Zöglings Törleß
Die Verwirrungen des Zöglings Törleß ist der erste Roman von Robert Musil und gilt als eines der frühen Hauptwerke der literarischen Moderne. Die Erstausgabe erschien 1906 im Wiener Verlag. Mit Hilfe der psychologischen Darstellung der Pubertät von vier Schülern spiegelt der Roman modellhaft autoritäre Gesellschaftsstrukturen wider, indem er einen Zusammenhang zwischen psychischer Disposition und diktatorischer Institution herstellt. Die Handlung spielt vor dem Hintergrund der Ichfindung des jungen Törleß im Spannungsfeld von Rationalität und Emotionalität einerseits sowie Intellektualismus und mystischer Welterfahrung andererseits.

## Handlung
Musil beschreibt Vorgänge an einem Provinzinternat der österreichisch-ungarischen k. und k. Monarchie. Törleß und seine zwei Mitschüler Reiting und Beineberg ertappen den jüngeren Mitschüler Basini beim Stehlen, halten dies aber geheim, um ihn bestrafen und quälen zu können. Während Beineberg und Reiting Basini hauptsächlich physisch und sexuell misshandeln und foltern, versucht Törleß auf psychischer Ebene von Basini zu lernen. Obwohl auch er Basini zu einem erotischen Lust- und Versuchsobjekt degradiert und, zumindest verbal, wie einen Sklaven behandelt, widert ihn der plumpere erpresserische Sadismus seiner Mitstreiter Reiting und Beineberg zunehmend an. Trotzdem übt die Demütigung Basinis einen gewissen Reiz auf ihn aus. Er ist jedoch (noch) nicht fähig, diesen als Faszination der Macht zu entlarven, in Worte zu fassen und hinter das Geheimnis der „Seele“ des Menschen zu kommen, als deren Schlüssel ihm Basinis Verhalten erscheint.
Eine Vorausblende in der Mitte des Romans erwähnt den erwachsenen Törleß, der sich seines früheren Verhaltens im Internat keineswegs schämt. Und gegen Ende des Romans konstatiert der Erzähler: „Eine Entwicklung war abgeschlossen. Die Seele hatte einen neuen Jahresring angesetzt wie ein junger Baum – dieses noch wortlose, überwältigende Gefühl entschuldigte alles, was geschehen war.“

## Deutung
„Sobald wir etwas aussprechen, entwerten wir es seltsam. Wir glauben in die Tiefe der Abgründe hinabgetaucht zu sein, und wenn wir wieder an die Oberfläche kommen, gleicht der Wassertropfen an unseren bleichen Fingerspitzen nicht mehr dem Meere, dem er entstammt. Wir wähnen eine Schatzgrube wunderbarer Schätze entdeckt zu haben, und wenn wir wieder ans Tageslicht kommen, haben wir nur falsche Steine und Glasscherben mitgebracht; und trotzdem schimmert der Schatz im Finstern unverändert.“

Das Zitat aus Maeterlincks Der Schatz der Armen (Le Trésor des humbles, 1896), das Musil dem Roman voranstellt, markiert das Erkenntnisinteresse des Dichters, der das Werk nur vordergründig als Schul- oder Pubertätsroman verstanden wissen wollte. Musil gab im Juli 1907 in einem Brief an Matthias di Gaspero folgende Hinweise: 

„Das Buch ist nicht naturalistisch. Es gibt keine Pubertätspsychologie, wie viele andere, es ist symbolisch, es illustriert eine Idee. Um nicht mißverstanden zu werden, habe ich ein Wort von Maeterlinck, das ihr am nächsten kommt, vorausgesetzt.“

 Und in einem verworfenen Vorwort schrieb Musil: „Wer die Wahrheit dieser Worte an sich erlebt hat, wird dieses Buch verstehen.“
Die Interpretationen des Romans gehen von unterschiedlichen Lesarten aus, zum Beispiel davon,
- dass Musil in der Gestalt der Hauptfigur die Entwicklungskrise eines künstlerisch sensiblen Menschen darstellt, die zumindest teilweise auch sein eigenes Problem zum Zeitpunkt der Entstehung des Romans war;
- dass die Erzählung „Die Verwirrungen des Zöglings Törleß“ dort aufhört, wo Musils Haupt- und Lebenswerk, sein fragmentarisch gebliebener Roman Der Mann ohne Eigenschaften einsetzt, dass also der junge Törleß später zu Ulrich wird;
- dass Musil sich in den Verwirrungen des Zöglings Törleß in künstlerischer Form noch einmal mit denjenigen Fragen befasst, die ihn auch schon in seiner Dissertation über die Erkenntnistheorie Ernst Machs beschäftigten;
- dass Musil neben der „Interpretation jugendlichen Wachstums […] zugleich das Bild kommender Diktatur und der Vergewaltigung des einzelnen durch das System visionär vorzeichnet“. (Klappentext der Rowohlt-Taschenbuchausgabe)

### Schüler

#### Törleß
Die Symbolik der Bahnhofsszene, die auf den ersten Seiten beschrieben wird, kann auf Törleß’ Seele bezogen werden: So wie die Atmosphäre am Bahnhof verlassen und trostlos wirkt, so fühlt sich auch Törleß im Internat, einsam und leer. Seine Verwirrungen liegen in der Hin- und Hergerissenheit zwischen der gutbürgerlichen Moral seiner Herkunft einerseits und den Ansichten seiner charakterlich schon wesentlich gefestigteren (aber auch wesentlich oberflächlicheren) Freunde Beineberg und Reiting andererseits. Er nimmt die Position eines Beobachters ein, der nur selten aktiv ins Geschehen eingreift. Seine Gedanken werden oft direkt (zum Teil auch in den regelmäßigen Briefen an seine Eltern) wiedergegeben. Törleß’ Grundeinstellung ist zu Anfang des Romans von einem realistischen Denken geprägt, das jedoch im Laufe der Monate immer mystischere Formen annimmt. Da der Leser an seinen Denkprozessen beteiligt wird und die Welt vor allem aus Törleß’ Perspektive wahrnimmt, erlebt er die Titelfigur trotz all ihrer Schwächen als einen sich vom Jugendlichen zum Erwachsenen entwickelnden Charakter, dem man seine Sympathie nie ganz versagen kann.
Törleß verändert sich im Laufe seiner Pubertät immer mehr zu einem „jungen Mann von sehr feinem und empfindsamen Geiste“, zu einer „ästhetisch-intellektuellen [Natur]“ (S. 158). Bereits früh kennzeichnet ihn die unablässige Suche nach einer tieferen, hinter der Fassade des Normalen und Augenscheinlichen angesiedelten Wirklichkeit, die er durch genaue (Selbst-)Beobachtung („Talent des Staunens“, S. 34) zu erfassen versucht. Er vermag allerdings den Sinn seines Strebens noch nicht in Worte zu fassen und als Identitätsfindung zu erkennen (S. 160 „[Die Erinnerung an meine Jugend] verging. Aber etwas von ihr blieb für immer zurück.“; Seite 162 „Er wußte nur, daß er etwas noch Undeutlichem auf einem Wege gefolgt war, der tief in sein Inneres führte […] und war dabei in die engen, winkligen Gemächer der Sinnlichkeit gelangt.“). Derartige Empfindungen und Gedanken verleihen ihm einen kritischen Blick auf seine Umwelt und distanzieren ihn von seinen Mitmenschen. Immer wieder stellt er fest, dass er anders ist als die übrigen Zöglinge. So auch bei den Besuchen der Prostituierten Božena, die ihn weniger sexuell als vielmehr wegen des „Heraustreten[s] aus seiner bevorzugten Stellung unter die gemeinen Leute“ (S. 40) reizen.

#### Beineberg
Er orientiert sein Denken und Handeln an den Erkenntnissen der indischen Religion und an deren Lehre vom Aufsteigen und Loslösen der Seele, womit er alle seine Experimente und Quälereien an Basini rechtfertigt. Seine kalte Herrschsucht bringt ihn dazu auszuprobieren, wie weit er gehen kann, bis Basinis ohnehin schon schwacher Charakter endlich zerbricht. Dass er mit seinen hypnotischen Experimenten bei Basini scheitert, lässt ihn in der Verteidigung seiner antirationalen Pseudophilosophie noch verbissener werden.

#### Reiting
Er ist ausschließlich am Militär interessiert und möchte Offizier werden. Basini stellt für ihn den Untergebenen dar, an dem er seine Wut entladen und seine Macht ausüben kann, um auf diese Weise, wie er behauptet, Erfahrungen für seine spätere Vorgesetztenlaufbahn zu sammeln. Er stammt aus kleinen sozialen Verhältnissen und sieht in der Internatsausbildung seine einzige berufliche Chance. Um ihm diese nicht zu nehmen, verzichtet Beineberg darauf, Reiting wegen seiner „Schweinerei“ mit Basini anzuzeigen.
Mit Reiting zeichnet Musil das Bild eines machtbesessenen Intriganten, der seine Erfüllung darin findet, seine Mitschüler gegeneinander auszuspielen und jeden, der sich ihm entgegenstellt, durch Drohungen, Züchtigungen oder öffentliche Erniedrigungen aus dem Wege zu räumen. Als Kreditgeber und erpresserischer Schuldeneintreiber repräsentiert er zudem auch die Unmenschlichkeit und Korruptheit des Finanzwesens.

#### Basini
Basini wird zunächst als Sündenbock missbraucht, weil er gestohlen hat. Später wird er zu Törleß' wichtigster Komplementärfigur und akzeptiert bereitwillig seine masochistische Opferrolle. Auch er kommt (entgegen seiner Aussage, dass seine Mutter eine vermögende Dame und sein Vormund Exzellenz sei) aus einem sozial schwachen Elternhaus. Seine Mutter ist in Wahrheit eine arme Witwe. Sein daraus resultierendes Minderwertigkeitsgefühl versucht er durch männliche Aufschneiderei und Spendiergehabe zu überspielen, was ihn letztlich zwingt, Schulden zu machen und zum Dieb zu werden.

#### Fürst H.
Der junge Fürst H. schließlich ist in seinem Verhalten, seiner Diktion, seiner Erscheinung, ja sogar in seiner Motorik (ähnlich Törleß) anders, „geschmeidig[er]“, „weich[er]“, „sanft[er]“ (S. 13) als die restlichen Zöglinge und wird deshalb von ihnen als „weibisch“ (Seite 12) abgetan. Törleß ist der einzige, der sich mit ihm versteht, und ist fasziniert von dieser „Art Mensch“ (S. 13), die es ihm erlaubt, auf harmonische Art seine Menschenkenntnis zu schärfen. Dass ausgerechnet diese unschuldige Harmonie durch Törleß selbst leichtsinnig zerstört wird, markiert den Verlust seiner Kindheit und den Beginn seiner „Verwirrungen“.

### Erzieher

#### Elternhaus
Die scheinbar noch heile Welt des konventionellen Großbürgertums wird verkörpert durch Törleß’ Eltern, bei denen er, zumindest zu Beginn des Romans, häufig in seinen Briefen Zuflucht sucht. Sie geben ihm zunächst seinen moralischen und den bürgerlichen Gepflogenheiten entsprechenden Rückhalt. Er merkt jedoch bald, dass ihre gut gemeinten Ratschläge zu sehr Gemeinplätze bleiben und ihn nicht weiterbringen, so dass er immer mehr allein auf sich selbst angewiesen ist.

#### Schule
Das fiktive „Konvikt zu W.“, eine Analogie zu der vom Autor besuchten Militär-Unterrealschule Eisenstadt, weist vor allem negative Facetten auf. Es herrscht eine strikte Hierarchie unter den Schülern. Die charakterlich und körperlich Schwächeren bzw. Sensibleren sind genötigt, unter der Herrschaft der Stärkeren zu leben, wie das Beispiel des Tyrannen Reiting und des Ideologen Beineberg zeigt, die ihr Opfer Basini in eine sklavische Rolle zwingen und durch Demütigungen dessen charakterliche Zerstörung anstreben.
Auch Curriculum und Didaktik des Internats werden negativ bewertet. In einem Gespräch befinden Törleß und Beineberg, dass man den Lernstoff zwar lerne, abgesehen davon aber innerlich „leer“ (S. 30) bleibe. Das von Törleß erstrebte „weltliche“ Wissen zu erfahren, scheint nicht nur unerwünscht, sondern auch unmöglich zu sein. Abgesehen davon bietet der Stundenplan den Schülern offensichtlich viel Freizeit. Nicht selten hat Törleß Gelegenheit, sich physisch und psychisch vom Internat zu entfernen, wie gleich zu Anfang der Erzählung deutlich wird, als er mit Beineberg die „Dorfhure“ Božena besucht. Über den Unterricht selbst erfährt der Leser schon deshalb wenig, weil den größten Raum der Erzählung nicht das Internatsleben, sondern der Fall Basini einnimmt. Die Bibliothek des Internats ist nur recht mangelhaft ausgestattet. „Denn dort waren in der Büchersammlung wohl die Klassiker enthalten, diese galten jedoch als langweilig, und sonst fanden sich nur sentimentale Novellenbände und witzlose Militärhumoresken“ (S. 16).
Als Törleß anhand des mathematischen Problems der imaginären Zahlen versucht, tiefergehende Probleme zu ergründen, speist ihn der Professor damit ab, dass Törleß für derartige Fragen noch zu unerfahren sei: ein Beleg für die Unfähigkeit der Lehrkräfte, auf die eigentlichen Interessen ihrer Schüler einzugehen. Dieser Mangel wird am Ende des Romans noch offenkundiger, als Musil durch die genaue Beschreibung der Ahnungs- und Verständnislosigkeit der Pädagogen seine sozialkritischen Absichten noch deutlicher hervorhebt.
Der langweilige und weltfremde Unterricht scheint kaum geeignet, die Jugendlichen auf das Leben vorzubereiten, und birgt von vornherein die Gefahr des Scheiterns. Die strenge, militärisch orientierte Tradition des Internats und der latente Wille zur Selbstverwirklichung seiner Kadetten lassen sich nicht miteinander vereinbaren. Die veralteten Strukturen zeigen sich beispielsweise in der ironischen Beschreibung des biederen Arbeitszimmers des Mathematiklehrers: „Auf dem ovalen Tische mit den X-Füßen, deren graziös sein sollende Schnörkel wie eine mißglückte Artigkeit wirkten“ (S. 106). An anderer Stelle nennt der Erzähler die Schule ohne jede Beschönigung einen Ort, „wo die jungen aufdrängenden Kräfte hinter grauen Mauern festgehalten“ (S. 161) werden.

## Erzähler
In Die Verwirrungen des Zöglings Törleß herrscht eine auktoriale Erzählsituation beziehungsweise eine Nullfokalisierung vor. Der Erzähler kommentiert, korrigiert und deutet die Ereignisse:
- „Er hielt es für Heimweh, für Verlangen nach seinen Eltern. In Wirklichkeit war es aber etwas viel unbestimmteres und zusammengesetzteres.“ (S. 9)
- „Er war nicht lasterhaft. […] Nur seine Phantasie war in eine ungesunde Richtung gebracht. […] Das war nicht anders als bei jungen Leuten überhaupt.“ (S. 30)
- „Aber man darf auch wirklich nicht denken, dass Basini in Törleß ein richtiges und – wenn auch noch so flüchtig und verwirrt – wirkliches Begehren erregte.“ (S. 109)

## Historischer Hintergrund
Der Roman Die Verwirrungen des Zöglings Törleß entstand um 1900, in einer Zeit der Unsicherheit und Umbrüche. Die k.u.k. Monarchie stand nur noch vermeintlich fest gegründet. Die Wiener Moderne war gekennzeichnet von politischen, sozialen, technischen und kulturellen Veränderungen, von tiefgreifenden Gegensätzen (vor allem dem zwischen Tradition und Avantgarde), besonders aber von der Betonung des Individualismus (vgl. Sigmund Freuds damals entstehende Psychoanalyse).
In jener Zeit wurden konfliktträchtige Tragödien jugendlicher Helden zu einem bevorzugten literarischen Stoff. In den Verwirrungen des Zöglings Törleß thematisiert Musil besonders die gesellschaftliche Moral und Prüderie gegenüber der erwachenden Sexualität von Schülern. Das Grundthema des Romans ist jedoch die Ichfindung beziehungsweise Gründung eines individuellen Selbstbewusstseins in einer autoritären Gesellschaft. Über den Umweg der Selbstentfremdung durch die Erkenntnis seines eigenen Sexual- und Aggressionstriebs reift in Törleß schließlich ein amoralisches ästhetisches Bewusstsein, das zwar noch sprachlos bleibt, aber schon den späteren Künstler in ihm wachsen lässt: „diese Wortlosigkeit fühlte sich köstlich an, wie die Gewissheit eines befruchteten Leibes, der das leise Ziehen der Zukunft schon in seinem Blute fühlt“ (letzte Seite des Romans).
Die Vertreter der Wiener Moderne hatten den Untergang der „Donaumonarchie“ lange kommen sehen, unter ihnen auch Robert Musil, der schon früh Kritik am Einfluss von Aristokratie, Bürokratie, Kirche, Militär und Schule übte. Er demonstriert im Törleß die Gefahren einer militärisch orientierten Erziehung. Törleß’ Erlebnisse spiegeln Musils eigene Erfahrungen. Auch er sollte militärisch erzogen und auf die Laufbahn im Staatsdienst vorbereitet werden und besuchte dazu die Militärschulen in Eisenstadt und in Mährisch-Weißkirchen, die sein Leben von Grund auf veränderten. Im Gegensatz zu dem im Roman dargestellten Internat, das vorwiegend den vornehmen Kreisen vorbehalten ist und sich der Ausbildung einer Elite gewidmet hat, ähnelten Robert Musils „Schulen“ allerdings eher spartanischen Zuchtanstalten, in denen die Zöglinge eingepfercht wie Gefangene leben und lernen mussten. Trotzdem diente Musil sein Roman nicht zuletzt auch der Verarbeitung des Erlebten und der Abrechnung mit militärischen „Zuchtmethoden“, wie sie dann, nur dreißig Jahre später, in der Zeit des Nationalsozialismus ad absurdum geführt wurden.

## Rezeption
Das Buch wurde in die ZEIT-Bibliothek der 100 Bücher und auch in die ZEIT-Schülerbibliothek aufgenommen.

## Ausgaben
- Die Verwirrungen des Zöglings Törleß. Wiener Verlag, Wien/Leipzig 1906. (Erstausgabe)
- Die Verwirrungen des Zöglings Törleß. Georg Müller, München/Leipzig 1911.
- Die Verwirrungen des Zöglings Törleß. 11.–15. Tausend. Ernst Rowohlt, Berlin 1931. [Überarbeitete Neuausgabe; ausgeliefert im Dezember 1930, vordatiert auf 1931; bei der Angabe „11.–15. Tausend“ handelt es sich um eine Fortschreibung der Gesamtauflagenhöhe seit 1906.[3]].
- Die Verwirrungen des Zöglings Törleß. In: Robert Musil: Gesammelte Werke. Hrsg. von Adolf Frisé. Rowohlt, Reinbek bei Hamburg 1978. Bd. 2. S. 7–140.
- Die Verwirrungen des Zöglings Törleß. Rowohlt Taschenbuch Verlag, Reinbek bei Hamburg 1998. (rororo 10300.)
- Die Verwirrungen des Zöglings Törleß. Nach der Ausgabe letzter Hand, 1930; mit Kommentar. Hrsg. von Werner Bellmann. Nachwort: Filippo Smerilli. Reclam, Stuttgart 2013. [In dieser Ausgabe werden einige Textfehler emendiert, die jahrzehntelang tradiert wurden; vgl. S. 237–239.]
- Die Verwirrungen des Zöglings Törleß. Mit einem Kommentar von Oliver Pfohlmann. Suhrkamp, Berlin 2013 (= Reihe SuhrkampBasisBibliothek, 130). [Die Edition folgt der Ausgabe letzter Hand, ersch. im Ernst Rowohlt Verlag 1931, in Zweifelsfällen wurde die Erstausgabe von 1906 herangezogen.]
- Die Verwirrungen des Zöglings Törleß. Hrsg. von Roland Kroemer. Schöningh Verlag, Paderborn 2015.

## Tonträger
- Ulrich Tukur liest: Robert Musil – Die Verwirrungen des Zöglings Törleß. Reinbek b. Hamburg: Rowohlt 1989, ISBN 3-499-66015-6 (Fünf Audio-Kassetten)

## Adaptionen
- 1965: Verfilmung: Der junge Törless von Volker Schlöndorff, Titelrolle:  Mathieu Carrière
- Theaterfassung: Thomas Birkmeir beim Rowohlt Verlag (UA 2002/Theater der Jugend in Wien)
- Dem Film Teenage Angst des Regisseurs Thomas Stuber diente Musils Werk als Vorlage
- 2014: Hörspiel: Die Verwirrungen des jungen Törless. SWR'/ORF, Bearbeitung Manfred Hess, Komposition Michael Riessler, Regie Iris Drögekamp, ca. 110'
- 2019: Theaterfassung: DIE VERWIRRUNGEN DES ZÖGLINGS TÖRLESS im Staatstheater Mainz[4]
- 2020: TÖRLESS – Theaterfassung von Boris von Poser im Kleinen Theater am Südwestkorso in Berlin